# Avenida Anderson (Metro de Filadelfia)
Avenida Anderson  es una estación en la Ruta 101 de la línea Verde del Metro de Filadelfia. La estación se encuentra localizada en Avenida Anderson cerca de la Avenida Woodland en Drexel Hill, Pensilvania.  La Autoridad de Transporte del Sureste de Pensilvania (por sus siglas en inglés SEPTA) es la encargada por el mantenimiento y administración de la estación. 

## Descripción y servicios
La estación Avenida Anderson cuenta con 2 plataformas laterales y 2 vías.  

## Conexiones
La estación es abastecida por las siguientes conexiones: 
- Rutas de autobuses: ninguna